# Nada del hombre me es ajeno (La verdadera vocación de Magdalena)
Nada del hombre me es ajeno o La verdadera vocación de Magdalena es el segundo álbum de La Revolución de Emiliano Zapata, lanzado en 1972.
Canciones de este álbum fueron usadas como banda sonora de la película protagonizada por Angélica María, La verdadera vocación de Magdalena, dirigida por Jaime Humberto Hermosillo.

## Lista de canciones
1. In the Middle of the Rain (En medio de la Lluvia)- 8:00
2. Now Listen this Song (Ahora Escucha esta Canción)- 6:00
3. Petra y sus Camaradas - 5:25
4. Again (Otra Vez)(Con Angélica María)- 3:36
5. Preludio a la Felicidad - 3:02
6. Fatman (El Kuino)- 6:13
7. So Long Ago (Hace Mucho Tiempo) - 4:53
8. I Dig It - 10:19

## Músicos
- Javier Martín del Campo (guitarra)
- Oscar Rojas Gutiérrez (vocales)
- Antonio Cruz Carbajal (batería)
- Francisco Martínez Ornelas (bajo)
- Carlos Valle Ramos (guitarra)
- Patricia Paty Ayala (coros)
- Marilú Mairfufa (coros)

- Datos: Q6037305